# Chaenopsis
Chaenopsis es un género de peces perciformes de la familia Chaenopsidae.

## Especies
Se reconocen las siguientes especies:
- Chaenopsis alepidota (Gilbert, 1890) - Tubícola lucio.
- Chaenopsis coheni (Böhlke, 1957) - Tubícola picudo.
- Chaenopsis deltarrhis (Böhlke, 1957) - Tubícola delta.
- Chaenopsis limbaughi (Robins y Randall, 1965) - Blénido anguila.
- Chaenopsis megalops (Smith-Vaniz, 2000)
- Chaenopsis ocellata (Poey, 1865) - Tubícola afilado.
- Chaenopsis resh (Robins y Randall, 1965) - Blénido anguila.
- Chaenopsis roseola (Hastings y Shipp, 1981) - Blénido pecoso.
- Chaenopsis schmitti (Böhlke, 1957) - Trambollito pico boca amarilla.
- Chaenopsis stephensi (Robins y Randall, 1965)